# Radio Televizioni Shqiptar
Radio Televizioni Shqiptar (RTSH, Ràdio i Televisió d'Albània) és el nom que designa la ràdio i televisions públiques d'Albània. L'empresa fou fundada el 1938 i és responsable d'una televisió pública nacional (la TVSH, Televizioni Shqiptar), dues ràdios nacionals (la Radio Tirana 1 i Radio Tirana 2), i un servei internacional Radio Tirana 3, que emet en albanès i set llengües més via ones mitjanes (AM) i ones curtes (OC). La RTSH també està disponible per satèl·lit i el seu públic es focalitza essencialment en la comunitat de parla albanesa de Sèrbia, Macedònia del Nord, Montenegro i el nord de Grècia.